# Laure Diebold

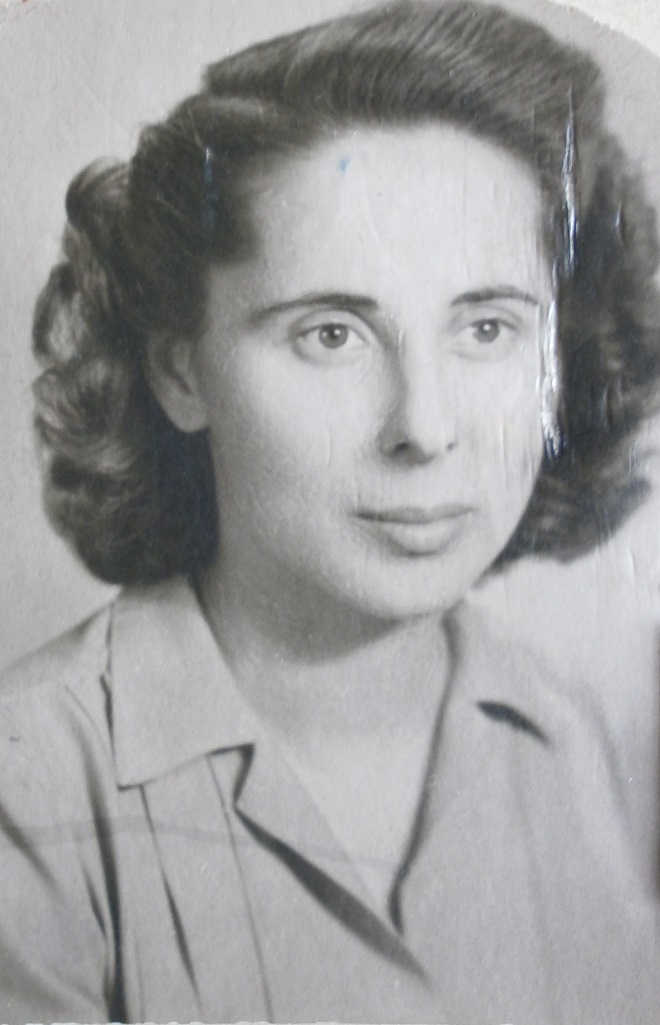
Laure Diebold

Laure Diebold, gelegentlich auch Laure Diebolt geschrieben, (* 10. Januar 1915 in Erstein, Reichsland Elsaß-Lothringen; † 17. Oktober 1965 in Lyon) war ein wichtiges, profiliertes Mitglied der Résistance während des Zweiten Weltkriegs. Sie war zeitweilig die Privatsekretärin von Jean Moulin, bevor sie 1943 verhaftet und bis 1945 in verschiedenen Konzentrationslagern eingesperrt blieb. Sie war eine von sechs weiblichen Résistantes, die mit dem Ordre de la Libération ausgezeichnet wurden.

## Leben
Laure Diebold wurde als Laure Mutschler in einer französisch-patriotischen Familie geboren, als Elsaß-Lothringen zum deutschen Kaiserreich gehörte. Ab 1922 lebte sie mit ihren Eltern in Sainte-Marie-aux-Mines.
Nach ihrer Ausbildung wurde sie ab 1934 zweisprachige (Französisch-Deutsch) Steno-Sekretärin in den Établissements Baumgartner anfangs in Sainte-Marie-aux-Mines, später in einer Plastikwarenfabrik. Während des Sitzkrieges arbeitete sie als Sekretärin eines Industriellen in Saint-Dié.
Ab 1940, dem Beginn der deutschen Annexion des Elsass, trat sie dem Résistance-Netz „AV“ (Armée des Volontaires; deutsch: Freiwilligenarmee) von Charles Bareiss (1904–1961) bei. Unter dem Decknamen „Mado“ fungierte sie gleichzeitig auch in einem anderen Widerstandsnetz namens „Mithridate“ als Verbindungsagent, das bis zu Alfred Rebert im Elsass reichte. Nach dem Waffenstillstand von Compiègne blieb sie im Elsass und baute eine Fluchthilfeorganisation auf. Sie nahm häufiger aus der Kriegsgefangenschaft ausgebrochene Franzosen auf, sowohl in ihrem Elternhaus in der Rue Jean Jaurès 4, wie auch im Hause ihres späteren Ehemanns, Eugène Diebold, der Sekretär des Bürgermeisters war. Als die Deutschen kurz vor Weihnachten 1941 nach ihr zu suchen begannen, floh sie, versteckt in einer Lokomotive, aus dem Elsass nach Lyon in die unbesetzte Südzone Frankreichs.
Dort arbeitete sie als Sekretärin für eine Dienststelle für Flüchtlinge aus Elsaß-Lothringen. Ab Mai 1942 begann sie mit der Sammlung von Informationen für das Résistance-Netzwerk Mithridate, bevor sie diese verschlüsselte und nach London verschickte.
Am 31. Januar 1942 heiratete sie Eugène Diebold, der ebenfalls nach Lyon geflohen war. Im Juli 1942 wurden beide festgenommen, aber mangels Beweisen wieder freigelassen. Sie tauchte in Aix-les-Bains unter dem Decknamen „Mona“ unter.
Im September 1942 arbeitete sie für die Regionaldelegation als Verbindungs- und Fluchthilfeagent. Vom Bureau Central de Renseignements et d’Action (BCRA) wurde sie unter dem Decknamen „Mado“ im Rang eines Leutnants von France libre als Agent der Stufe P2 geführt.
In der Dienststelle für Flüchtlinge aus Elsaß-Lothringen traf Laure Diebold im August 1942 auch Daniel Cordier und Hugues Limonti. Cordier war bereits Sekretär bei Jean Moulin. Über ihn wurde Laure Diebold die Privatsekretärin Jean Moulins, bei dem sie eine Vielzahl von Aktivitäten entfaltete. Moulin wollte das Trio bereits im März 1943 nach Paris entsenden.
Nach Moulins Verhaftung im Juni 1943 zog Laure Diebold zusammen mit ihrem Ehemann nach Paris um, wo sie mit Claude Bouchinet-Serreulles und Georges Bidault zusammenarbeitete. Am 23. November 1943 wurde das Paar verhaftet und in das berüchtigte Gefängnis Fresnes am Rande von Paris verlegt.
Dort entging sie der Folter, weil es ihr gelang, die Gestapo zu überzeugen, dass sie nur eine Sekretärin und keine wichtige Figur in einem Résistance-Netzwerk sei. Zunächst noch in Saarbrücken und Straßburg interniert, wurde sie im Januar 1944 in das Sicherungslager Vorbruck-Schirmeck verschleppt, von wo sie schnell in das KZ Auschwitz transportiert wurde. Dort sah sie ihren Ehemann wieder. Von dort gelangte sie in das KZ Ravensbrück, weiter nach Altenburg, um von dort weiter in ein Außenlager des KZ Buchenwald in Meuselwitz verschleppt zu werden. Am 6. Oktober 1944 wurde sie in ein weiteres Außenlager des KZ Buchenwald in Taucha verlegt. Ernstlich erkrankt und dem Tode nahe, wurde sie durch einen tschechischen Laborarzt im Lager gerettet, der seine Akten frisierte und sie so vor dem sicheren Tod rettete.
Im April 1945 wurde sie von den Amerikanern befreit und kehrte sehr entkräftet nach Paris zurück, wo sie am 16. Mai 1945 eintraf und ihren Ehemann im Hôtel Lutetia wiederfand, der ebenfalls aus der Deportation zurückkehren konnte.
Bis 1957 arbeitete sie in Paris bei der DGER, dem Nachrichtendienst der Vierten Republik. Danach wechselte sie in ein Unternehmen in Lyon, wo sie als Sekretärin und Bibliothekarin tätig war. Laure Diebold starb am 17. Oktober 1965 in Lyon. Ihrem letzten Wunsch folgend wurde sie am Ort ihrer Kindheit, Sainte-Marie-aux-Mines im Elsass begraben.
Heute sind eine Straße in Lyon und ein Platz in Sainte-Marie-aux-Mines nach Laure Diebold benannt.

## Ehrungen und Auszeichnungen
- Ordre de la Libération per Dekret vom 20. November 1944
- Ritter der Ehrenlegion
- Croix de guerre 1939–1945
- Médaille de la Résistance mit Rosette
- Médaille des Service Volontaires dans la France Libre